# Борзенков, Михаил Сергеевич
Михаи́л Серге́евич Борзенко́в (31 июля 1978, Смоленск, СССР) — российский журналист, блогер, музыкант, диджей, аудиофил. В разное время был главным редактором изданий «Stereo&Video» и «What Hi-Fi?». Российский представитель в Европейской ассоциации изображения и звука (EISA).

## Биография
Михаил Борзенков родился 31 июля 1978 года в Смоленске. Учился в гимназии им. Н. М. Пржевальского. Закончил факультет истории и права Смоленского государственного университета. После окончания университета два года работал преподавателем истории и права в школе деревни Соловьёво Кардымовского района Смоленской области.
В 2002 году переехал в Москву, где начал журналистскую карьеру в передаче «Всё сразу!» на телеканале НТВ, а в 2006 году вёл программу «Ваш эксперт». Сотрудничал с журналом «ОМ», вёл музыкальную рубрику в журнале «L’Officiel».
В 2010 году работал в издательском доме «Катмат» в качестве заместителя главного редактора журнала «Stereo&Video», а в марте 2011 года был назначен главным редактором издания.
С апреля 2010 года по 2013 год, в паре с Олегом Шишкиным, вёл передачу «Магия кино» на телеканале «Культура».
В 2011 году стал сценаристом и актёром в фильме «Зима мертвецов: Метелица», где сыграл главную роль.
С 2014 года входит в состав жюри European Imaging and Sound Association (EISA).
Был главным редактором российской версии журнала «What Hi-Fi?» вплоть до его закрытия в России в 2019 году.
С 2013 года фронтмен московской поп-группы «Elektromonteur», совместно с Санчиром Бадаковым.
С 2013 года ведет видеоблог на YouTube о Hi-Fi- и High End-аппаратуре.
С 22 января по 5 февраля, 26 февраля и с 4 сентября 2022 года по настоящее время — ведущий познавательно-документальной программы «Наука и техника» на телеканале «РЕН ТВ».

## Награды и премии
- 2021 — Golden Jack Awards — 2020 в номинации «Блогер года в области Hi-Fi оборудования»[8][9].
- 2023 — Премия Правительства Российской Федерации в области средств массовой информации (25 декабря 2023 года) — за создание проекта, направленного на популяризацию науки, информирование граждан о достижениях российских учёных, российских технических новинках и передовых разработках, значительный вклад в повышение престижа научной деятельности[10].